# Дюбуа-Реймон, Поль Давид Густав
Поль (Пауль) Давид Густав Дюбуа-Реймон (фр. Paul David Gustave du Bois-Reymond; 2 декабря 1831, Берлин — 7 апреля 1889, Фрайбург) — немецкий математик. Брат немецкого физиолога Эмиля Генриха Дюбуа-Реймона.

## Биография
Родился 2 декабря 1831 года в Берлине, в семье Феликса Анри дю Буа-Реймон (1782—1865).
Первоначально, он изучал медицину в Цюрихе с 1849 года, затем — математику в Кёнигсберге и в Берлине, где занимался под руководством Эрнста Эдуарда Куммера в 1859 году получил степень доктора философии за сочинение по механическому равновесию жидкостей: «De aequilibrio fludorum».
С 1861 по 1865 год преподавал в Берлинской в гимназии Фридриха Вердершеса. После получения хабилитации в 1865 году в Гейдельбергском университете он стал там преподавать в качестве доцента, с 1868 года — экстраординарный профессор. В 1869 году он стал профессором во Фрайбургском университете, в 1874 году — в Тюбингене и в 1884 году — в Берлинском техническом университете.
Умер от хронической болезни почек 7 апреля 1889 года и был похоронен на старом кладбище Святого Маттеуса в Шёнеберге (могила не сохранилась).
Племянница — Эме Дюбуа-Реймон (1862—1941) — была замужем за математиком Карлом Рунге.

## Научная деятельность
В центре его математических работ была теория дифференциальных уравнений. Его интересы включали теорию Штурма—Лиувилля, интегральные уравнения, вариационное исчисление и ряды Фурье. В 1873 году он показал существование непрерывной функции, разложение Фурье которой не сходится. При этом он опроверг предположение Дирихле, которое долгое время считалось достоверным. Лишь примерно 90 лет спустя Леннарт Карлесон доказал, что разложение Фурье непрерывной функции сходится почти всюду. 
Доказал лемму о достаточном условии, гарантирующем, что функция равна нулю почти всюду.
Дюбуа-Реймон также установил, что тригонометрический ряд, сходящийся к непрерывной функции, в каждой точке является рядом Фурье этой функции.
Основные работы Дюбуа-Реймона относятся к математической физике, математическому анализу, теории функций, вариационному исчислению, теории дифференциальных уравнений в частных производных и др. В математическом анализе с его именем связаны признак сходимости рядов и интегрируемости функций и многое другое. Также он независимо перекрыл результаты Дж. Асколи (1843—1896) в теории функций действительного переменного и тригонометрических рядов.